# Кукола
Кукола (фин. Kukola) — один из районов города Турку, входящий в территориальный округ Хирвенсало-Какскерта.
В районе расположена самая большая в округе школа, а также единственная на острове библиотека.

## Географическое положение
Район расположен в восточной части острова Хирвенсало, не имея выхода к Архипелаговому морю. Граничит с районом Мойкойнен.

## Население
В 2004 году численность населения составляла 1 486 человек, из которых дети моложе 15 лет — 36,61 %, а старше 65 лет — 2,89 %. Финским языком в качестве родного владели 93,27 %, шведским — 4,71 %, другими — 2,02 % населения района.